# Sciaroidea
Sciaroidea es una superfamilia de moscas del infraorden Bibionomorpha.

## Familias

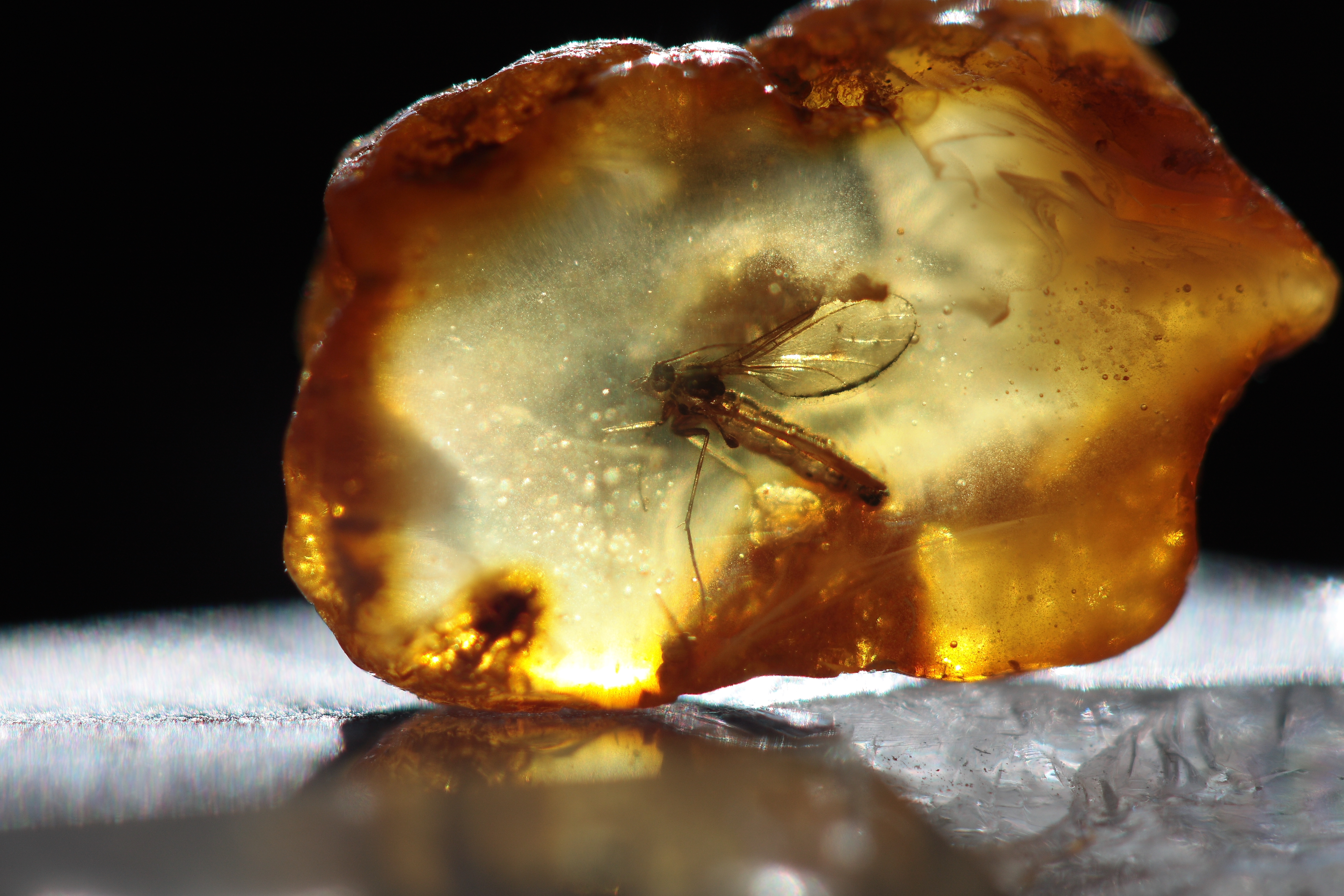
Ejemplar de Sciaridae conservado en ámbar

- Bolitophilidae
- Diadocidiidae
- Ditomyiidae
- Keroplatidae
- Mycetophilidae
- Rangomaramidae[1]
- Sciaridae
- Cecidomyiidae

## Evolución
Los antepasados de Sciaroidea aparecieron en el Jurásico y se diversificaron en el Cretácico. Para comprender la evolución de estos dípteros es importante conocer los fósiles del Cretácico. Están bien conservados en depósitos de ámbar, incluyendo algunos géneros que existen en la actualidad.

## Mosquitos de los hongos

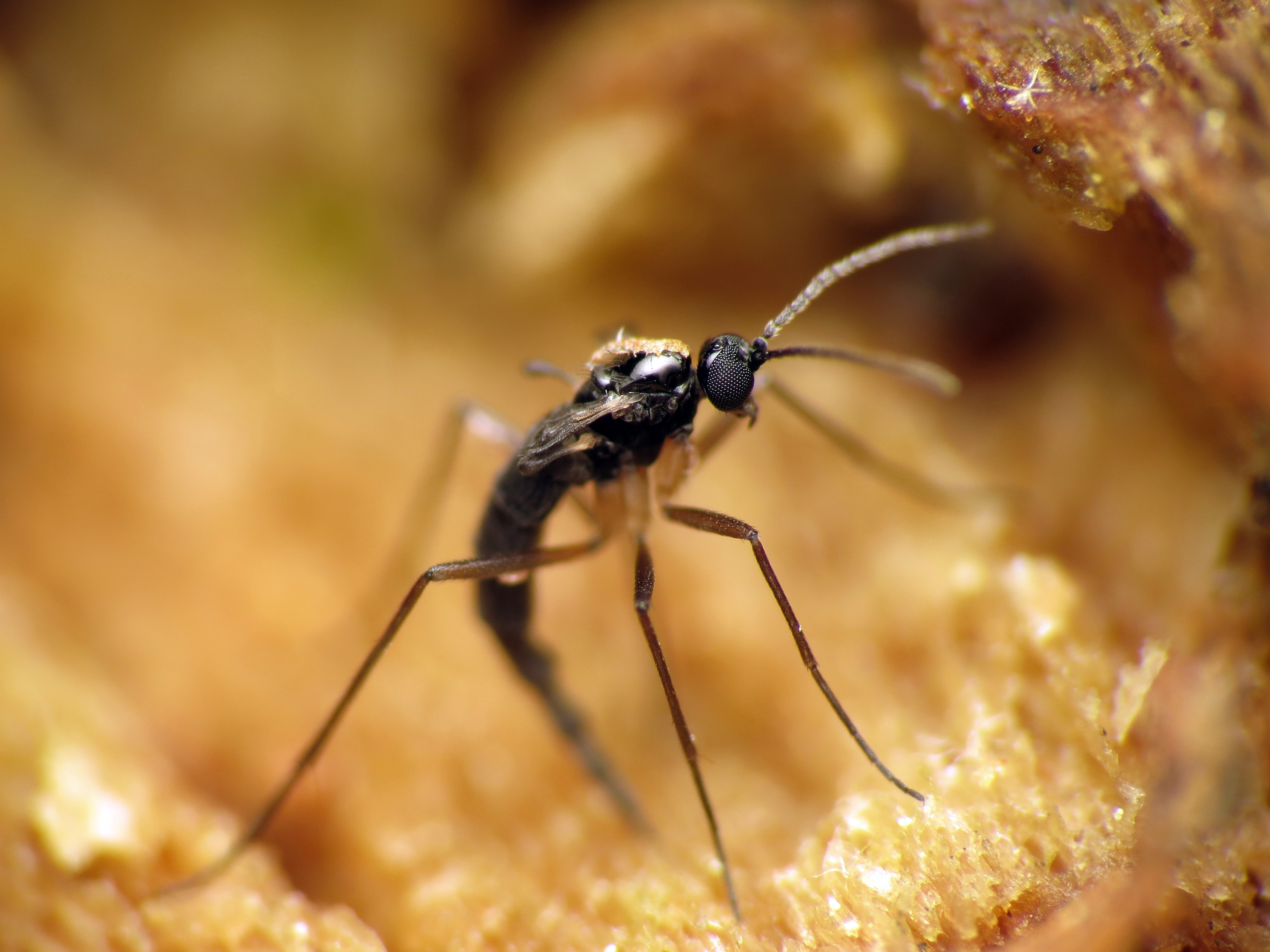
Sciaridae depositando huevos en un tronco húmedo.

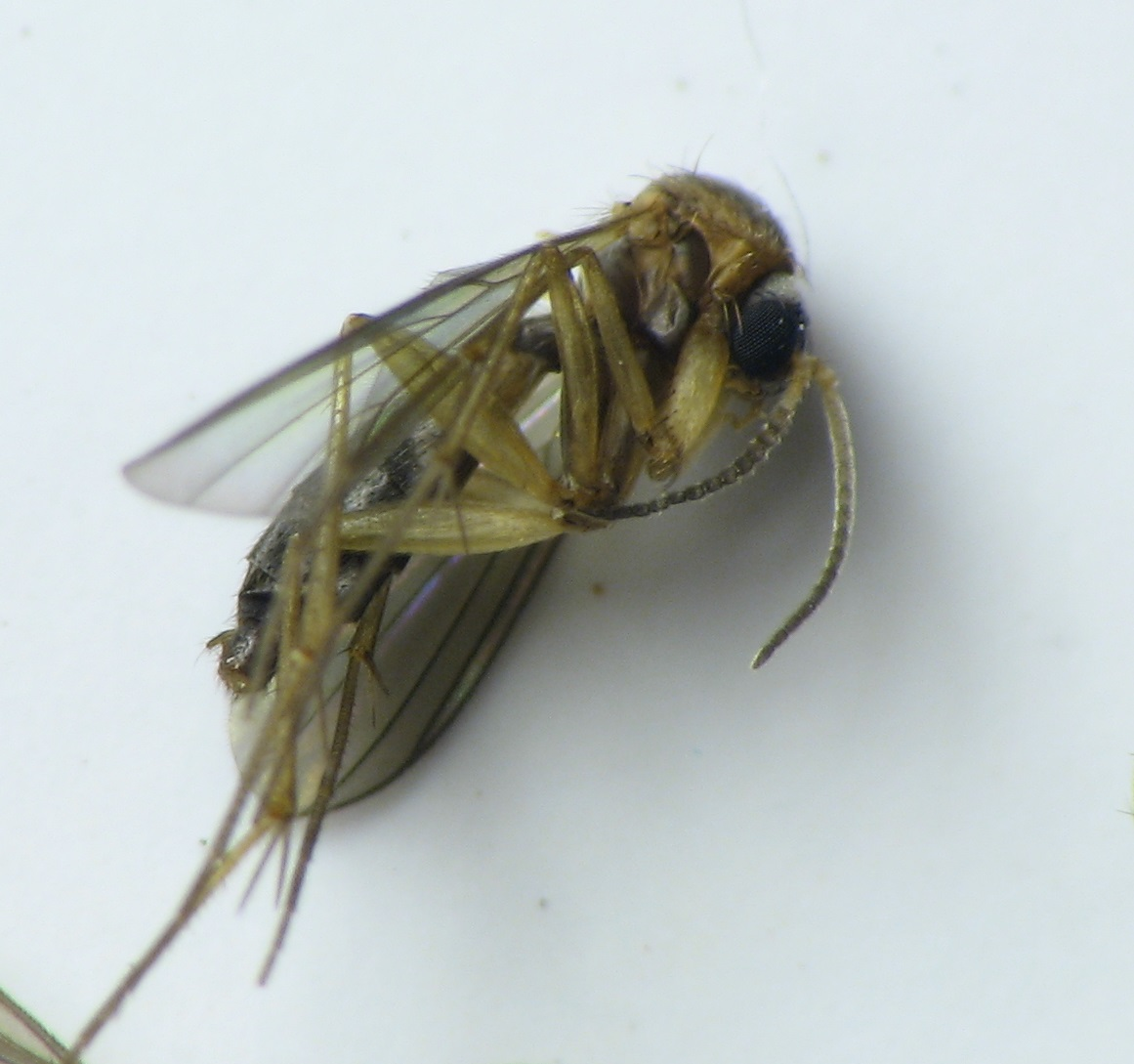
Phronia, macho, familia Mycetophilidae

Los miembros de seis familias de la superfamilia Sciaroidea: Sciaridae, Diadocidiidae, Ditomyiidae, Keroplatidae, Bolitophilidae y Mycetophilidae, son conocidos en inglés como fungus gnats. Se los llama mosquitos o moscas de los hongos o del mantillo por su hábitat natural. Los de la familia Cecidomyiidae, en cambio, forman agallas en las plantas; son mosquitos de las agallas.

### Descripción
Las larvas de la mayoría de las especies se alimentan de hongos, material vegetal en descomposición o raíces de plantas, lo que ayuda a la descomposición de la materia orgánica; algunas especies son depredadoras. Los adultos son de 2 a 8 mm de largo, y ocasionalmente son polinizadores de plantas y portadores de esporas de setas. También pueden transmitir enfermedades como el pythium (lo que causa que el "marchitamiento fúngico" mate las plántulas) en sus pies.
La mayoría de estos mosquitos son de vuelo débil, y a menudo pueden verse caminando rápidamente sobre las plantas y el suelo, en lugar de volar. Sin embargo, cuando están en el aire, pueden ser bastante molestos para los humanos al volar en sus caras, ojos y narices. A veces se los confunde con los Psychodidae.

### Resistencia
Algunos de estos mosquitos son excepcionalmente resistentes, ya que pueden tolerar temperaturas muy bajas gracias a la posesión de proteínas anticongelantes. Por lo general, los organismos que invernan pueden evitar las bajas temperaturas o tolerar la congelación, pero Exechia nugatoria puede hacer ambas cosas. Para los mosquitos del mantillo, la producción de proteínas no coligativas anticongelantes (NAP por sus siglas en inglés) protege la cabeza y el tórax de la congelación, pero no protege el abdomen. La congelación de la cabeza y el tórax en otros insectos tiende a tener efectos adversos sobre el tejido neural, por lo que no es sorprendente que estos mecanismos de protección se hayan observado en ciertas especies, pero los mosquitos del mantillo son los únicos insectos que se sabe se semicongelan durante el invierno, lo que puede ser una ventaja evolutiva. Según Todd Sformo, al permitir que el abdomen se congele, la pérdida de agua por evaporación se reduce en el transcurso del invierno.

### Control

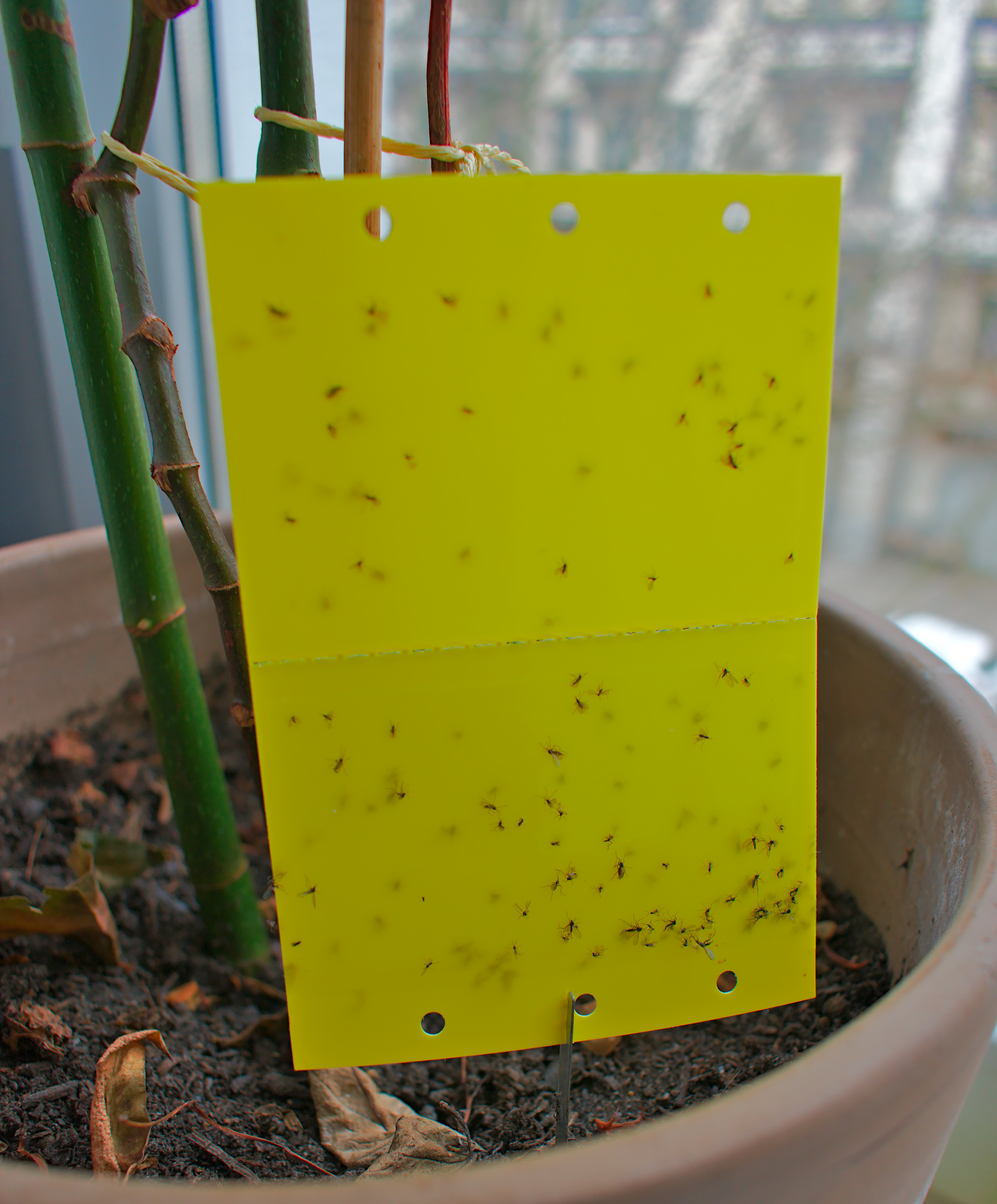
Trampa amarilla pegajosa

Los mosquitos de la familia Sciaridae pueden ser plagas; normalmente son inocuos para las plantas sanas y los humanos, pero pueden infligir un daño extenso a las plántulas; su presencia puede indicar problemas más serios. En plantas de interior, la presencia de esciáridos puede indicar el exceso de agua; pueden estar alimentándose de raíces que han estado sumergidas en el agua por demasiado tiempo y que, por lo tanto, se están pudriendo, o los mosquitos pueden ser atraídos por los hongos que crecen en la capa superior del suelo saturada. En consecuencia, permitir que el suelo se seque puede reducir su número. Las plagas a veces también se controlan colocando una capa de arena o mantillo interior en la parte superior del suelo alrededor de las plantas; introduciendo ácaros Hypoaspis miles o aplicando el larvicida biológico Bacillus thuringiensis (var. israelensis) para matar larvas de mosquito; empapando el suelo anualmente en un jabón insecticida. El peróxido de hidrógeno se puede mezclar con agua y se puede usar para matar sus larvas en suelo infectado, con una mezcla de una parte de peróxido de hidrógeno al 3% mezclado con cuatro partes de agua, luego se aplica al suelo. Los adultos pueden quedar atrapados con trampas amarillas pegajosas hechas de cartulina amarilla o papel grueso cubierto con un adhesivo, ya que los adultos se sienten atraídos especialmente por este color.
Dado que estos mosquitos son voladores débiles, se pueden usar trampas basadas en abanicos y otros dispositivos como matamoscas, para ayudar a controlarlos, especialmente en el interior. Hay una serie de métodos tóxicos y no tóxicos para controlar los esciáridos y sus larvas, incluidos nematodos, tierra de diatomeas o canela en polvo.
Los invernaderos comerciales normalmente emplean el regulador de crecimiento de insectos diflubenzuron para el control de los mosquitos y sus larvas. Se aplica a suelo infectado y matará a las larvas de mosquito de hongos durante treinta a sesenta días a partir de una sola aplicación. Su mecanismo de acción es interferir con la producción y deposición de quitina y también hace que las larvas de insecto muden temprano sin un exoesqueleto adecuadamente formado, lo que resulta en la muerte de las larvas. Aunque está dirigido a larvas de mosquitos del mantillo, se debe tener cuidado al aplicarlo, ya que es altamente tóxico para los invertebrados acuáticos. Diflubenzuron generalmente no tiene ningún efecto tóxico en adultos; solo las larvas están afectadas.